# 尾崎町
尾崎町（おざきちょう）は、大阪府阪南市の大字。現行行政地名は尾崎町一丁目から尾崎町八丁目と尾崎町（丁目なし）。本項では同地域にかつて存在した泉南郡/日根郡尾崎村（おざきむら）・尾崎町（おざきちょう）についても記す。

## 地理
阪南市北東部、南海本線尾崎駅周辺にあたる。阪南市役所の所在地。西・北で大阪湾に面し、南で新町・黒田・下出・鳥取中（飛地）、東で泉南市男里に接する。周辺大字との境界は飛地が多く錯綜をきわめる。南海本線と並行して大阪府道250号鳥取吉見泉佐野線が横断し、両者を大阪府道258号尾崎停車場線が結ぶ。南海本線以北では住居表示が実施され、尾崎町一 - 八丁目が設置されている。住居表示未実施地区は実施地区の周辺に飛地状に散在するが、南海本線以南の比較的広い地域は東鳥取地区に含まれる。

### 河川
- 男里川

## 小字
福島、旭、尾崎鉄筋住宅 など

## 歴史

### 沿革
- 幕末時点では日根郡尾崎村であった。知行は京都守護職役知。稲荷神社領と寺社除地（領主から年貢の徴収を免除された土地）も存在。
- 1868年（慶応4年）7月 - 京都守護職役知が堺県に移管。
- 1881年（明治14年）2月7日 - 第2次府県統合により大阪府の管轄となる。
- 1896年（明治29年）4月1日 - 所属郡が泉南郡に変更。
- 1939年（昭和14年）6月1日 - 尾崎村が町制施行して尾崎町となる。
- 1956年（昭和31年）9月30日 - 尾崎町が西鳥取村・下荘村と合併して南海町が発足。同日自治体としての尾崎町廃止。南海町大字尾崎町となる。
- 1963年（昭和38年） - 大字尾崎町の一部が東鳥取町に編入[5]。
- 1972年（昭和47年）10月20日 - 南海町が東鳥取町と合併して阪南町が発足。
- 1978年（昭和53年） - 一部地域で住居表示が実施され、光陽台二丁目が起立[6]。
- 1991年（平成3年）10月1日 - 阪南町が市制施行して阪南市となる。

## 世帯数と人口
2020年（令和2年）5月31日現在（阪南市発表）の世帯数と人口は以下の通りである。
| 町丁・丁目   | 世帯数    | 人口    |
| ------------ | --------- | ------- |
| 尾崎町       | 0世帯     | 0人     |
| 尾崎町一丁目 | 439世帯   | 949人   |
| 尾崎町二丁目 | 267世帯   | 559人   |
| 尾崎町三丁目 | 275世帯   | 630人   |
| 尾崎町四丁目 | 290世帯   | 605人   |
| 尾崎町五丁目 | 557世帯   | 1,244人 |
| 尾崎町六丁目 | 351世帯   | 572人   |
| 尾崎町七丁目 | 459世帯   | 843人   |
| 尾崎町八丁目 | 538世帯   | 1,257人 |
| 計           | 3,176世帯 | 6,659人 |

### 人口の変遷
国勢調査による人口の推移。
| 1995年（平成7年）  | 2,553人 | [ 7 ]  |  |
| 2000年（平成12年） | 8,237人 | [ 8 ]  |  |
| 2005年（平成17年） | 7,732人 | [ 9 ]  |  |
| 2010年（平成22年） | 7,396人 | [ 10 ] |  |
| 2015年（平成27年） | 6,818人 | [ 11 ] |  |

### 世帯数の変遷
国勢調査による世帯数の推移。
| 1995年（平成7年）  | 766世帯   | [ 7 ]  |  |
| 2000年（平成12年） | 2,793世帯 | [ 8 ]  |  |
| 2005年（平成17年） | 2,779世帯 | [ 9 ]  |  |
| 2010年（平成22年） | 2,784世帯 | [ 10 ] |  |
| 2015年（平成27年） | 2,759世帯 | [ 11 ] |  |

## 事業所
2016年（平成28年）現在の経済センサス調査による事業所数と従業員数は以下の通りである。
| 町丁・丁目   | 事業所数  | 従業員数 |
| ------------ | --------- | -------- |
| 尾崎町       | 109事業所 | 894人    |
| 尾崎町一丁目 | 42事業所  | 211人    |
| 尾崎町二丁目 | 41事業所  | 164人    |
| 尾崎町三丁目 | 22事業所  | 63人     |
| 尾崎町四丁目 | 20事業所  | 89人     |
| 尾崎町五丁目 | 34事業所  | 224人    |
| 尾崎町八丁目 | 11事業所  | 142人    |
| 計           | 279事業所 | 1,787人  |

## 交通

### 鉄道
南海電気鉄道
- 南海本線
  - 尾崎駅

### バス
南海ウイングバス
- 尾崎線
  - 701系統：尾崎駅前 → 和泉鳥取 → 尾崎駅前（循環）
  - 701系統：和泉鳥取 → 尾崎駅前
  - 701C系統：尾崎駅前 → 和泉鳥取 → 中村西口
- イオン尾崎線
  - 765系統：尾崎駅前 - イオンモールりんくう泉南

阪南市コミュニティバス
大部分の路線が経由。

### 道路
多数散在する飛地を通過する路線は省略する。
- 大阪府道250号鳥取吉見泉佐野線（孝子越街道）
- 大阪府道258号尾崎停車場線 - 総延長が60m。

### 港湾
- 尾崎港

## 施設

### 尾崎町（丁目なし）
- 阪南市役所
- 泉南警察署
- たんぽぽ園
- 昭和化学工業（対岸飛地に所在）

### 尾崎町一 - 八丁目

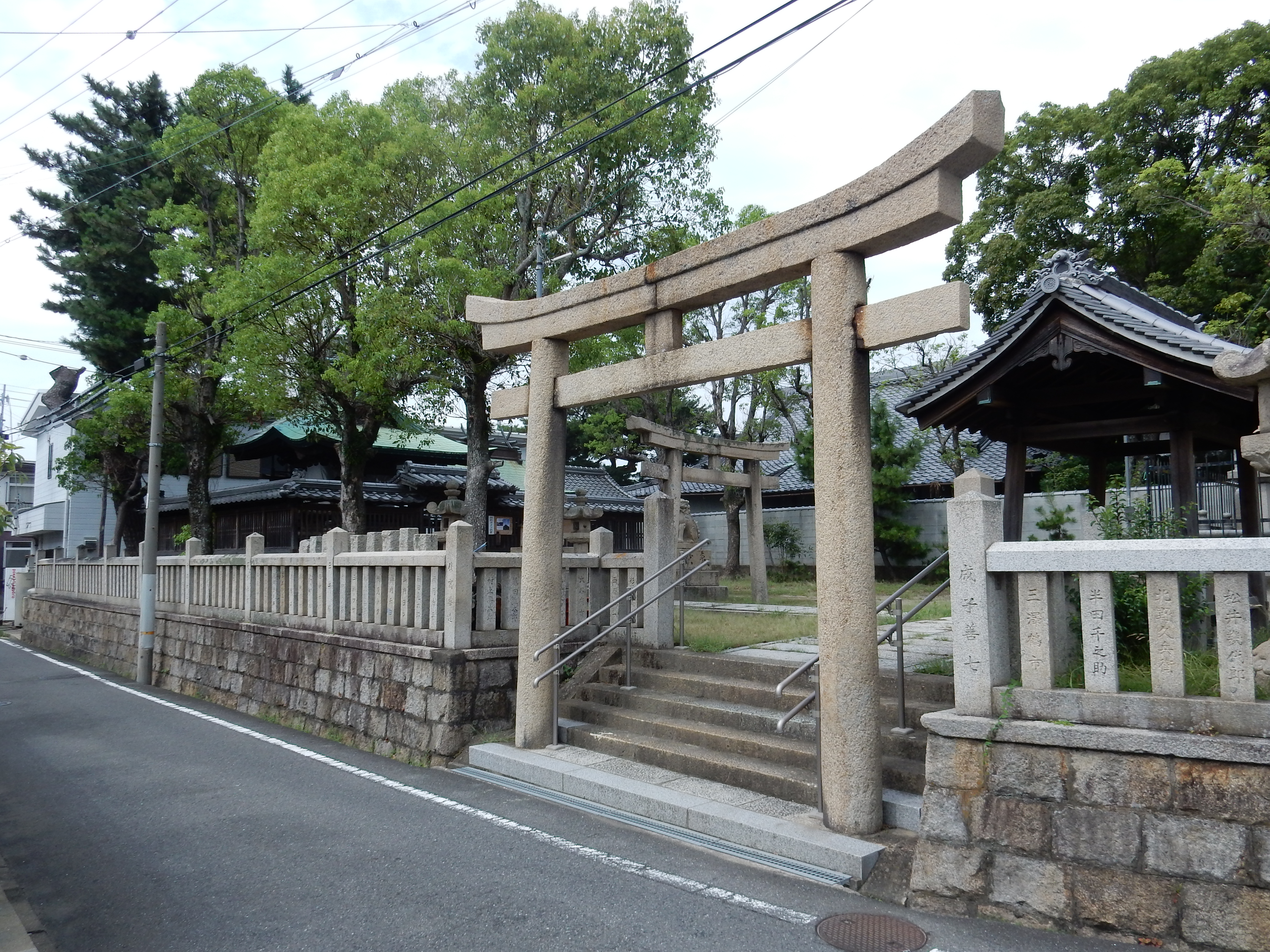
尾崎神社（阪南市）

- 阪南市立尾崎小学校
- 保健センター分室
- 住吉大社
- JA大阪泉州阪南（以上、一丁目）
- 阪南尾崎郵便局
- 阪南市立尾崎公民館
- 阪南市尾崎住民センター
- 尾崎神社
- （西）本願寺尾崎別院
- 善性寺（以上、二丁目）
- 尾崎漁協
- 八臂弁財天（以上、三丁目）
- 阪南市立尾崎保育所（四丁目）
- 阪南市立尾崎中学校
- 阪南市立福島小学校
- 阪南市福島住民センター
- 阪南福島郵便局
- 阪南尾崎住宅（以上、五丁目）
- 大阪府営尾崎鉄筋住宅（六丁目）
- UR都市機構泉南尾崎住宅（七丁目）
- 阪南市福島北住民センター
- マリンタウン福島
- 尾崎工業
- 三沢繊維（以上、八丁目）

## その他

### 日本郵便
- 郵便番号 : 599-0201[3]（集配局：阪南郵便局[13]）。